# Moroke Mokhotho
Moroke Jeremia Mokhotho (* 12. November 1990 in Lifajaneng) ist ein ehemaliger lesothischer Boxer.
Bei den Commonwealth Games 2014 in Glasgow errang er Platz fünf. Er trat zwei Jahre darauf auch bei den Olympischen Sommerspielen 2016 in Rio de Janeiro an. Im Fliegengewicht kam er auf Platz 17. Im März 2022 eröffnete Mokhotho seine eigene Sports Academy in Ha-Thetsane, Maseru.